# 燕京八景
燕京八景又称燕山八景、燕台八景，是指燕京（北京雅稱）旧时的八个景观，包括蓟门烟树（西土城）、卢沟晓月（卢沟桥）、金台夕照（黄金台）、琼岛春荫（北海）、居庸叠翠（居庸关）、太液秋风（中南海）、玉泉趵突（玉泉山）、西山晴雪（香山）。八景这种形式常见于中国各地，北京地区八景的说法最早见金代古籍《明昌遗事》，此后历代方志包括《宛署杂记》（明）、《宸垣志略》（清）等对燕京八景均有提及，早期的燕京八景与之后的燕京八景略有出入，八景之说历经数代，至清乾隆年间，乾隆皇帝亲自主持修订燕京八景的说法并下旨建造御书燕京八景碑，燕京八景的景观和描述才固定下来。

## 历史上的燕京八景
不同历史时代燕京八景的景观和描述均有不同。
- 金代燕京八景为：太液秋风、琼岛春荫、道陵夕照、蓟门飞雨、西山积雪、玉泉垂虹、卢沟晓月、居庸叠翠
- 元代燕京八景为：太液秋波、琼岛春荫、道陵夕照、蓟门飞雨、西山霁雪、玉泉垂虹、卢沟晓月、居庸叠翠
- 明代燕京八景为：太液晴波、琼岛春云、道陵夕照、蓟门烟树、西山霁雪、玉泉垂虹、卢沟晓月、居庸叠翠
- 清乾隆之前的燕京八景为：太液晴波、琼岛春云、道陵夕照、蓟门烟树、西山霁雪、玉泉流虹、卢沟晓月、居庸叠翠
- 乾隆皇帝钦定的燕京八景为：太液秋风、琼岛春荫、金台夕照、蓟门烟树、西山晴雪、玉泉趵突、卢沟晓月、居庸叠翠

## 八景
- 琼岛春荫
- 卢沟晓月
- 蓟门烟树
- 西山晴雪
- 金台夕照
- 居庸叠翠

### 太液秋风
太液秋风指的是皇家宫苑西苑，由北海、中海和南海三部分组成，太液秋风描述的是西苑水域在秋季晴空下的景色，乾隆御书太液秋风碑位于中海东岸水云榭中。

### 琼岛春荫
琼岛春荫指的是北海琼华岛，琼华岛上兼有永安寺白塔，岛上树木茂盛，有传说指岛上常有云雾缭绕，琼岛春荫就是对春季琼华岛上绿树白塔掩映的景观的描述。乾隆御书琼岛春荫碑位于琼华岛西坡悅心殿門前。

### 金台夕照
金台夕照所指的地点不明，不同学者有不同的解释，有人认为金台是朝阳门外关东店金台路附近，有人认为金台夕照指的是广渠门内夕照寺。金台典出于燕昭王筑黄金台广纳天下贤士的历史故事。乾隆御书金台夕照碑曾位于朝阳门外关东店附近，在1935年出版的《旧都文物略》中收录了倒伏路边的金台夕照碑的照片。此碑后长期不见踪影，直至2002年修建北京财富中心大厦时出土发现。此碑现立于朝阳区东三环中路23号大厦外。

### 蓟门烟树
蓟门烟树指的西直门以北的元大都城墙遗址西段，这段城墙为夯土构建，元末明军攻陷大都后，将元大都北侧城墙南移5里，蓟门烟树所指一段城墙遂遭荒废，在夯土城墙的遗址上树木生长，遂称蓟门烟树。但是在历史上，金代的典籍中就有蓟门烟树的记载，有学者认为蓟门烟树指的是古蓟州城门附近的树林，目前的蓟门烟树是清乾隆年间考证错误的结果。乾隆御书蓟门烟树碑位于北京电影学院附近的元大都城墙遗址上。

### 西山晴雪
西山晴雪指的是北京的西山，北京西山是太行山脉的一个支脉。西山晴雪描述的是在北京城内远眺冬季雪后西山山脉白色积雪的景色。乾隆御书西山晴雪碑位于香山公园香雾窟北侧岩石上。

### 玉泉趵突
玉泉趵突指的是玉泉山。玉泉山位于颐和园之西，山上有泉水流下，金章宗曾在玉泉山麓建玉泉水院作为行宫。玉泉山泉水甘冽，明清两代是进贡宫廷引用的水源，乾隆皇帝曾经赐名玉泉山泉水为天下第一泉。在民间玉泉垂虹的说法流传也很广。乾隆御书玉泉趵突碑位于玉泉山上的静明园中。

### 卢沟晓月
卢沟晓月指的是位于北京西南横跨永定河的卢沟桥。卢沟桥建于金大定二十九年，曾经是出入北京的咽喉要道，从北京出发的旅客行至卢沟桥常已天黑，便在附近住宿，从而得以欣赏卢沟桥的夜景。卢沟晓月的说法自金代就有，金章宗亦曾经题写卢沟晓月御书碑，但该碑现已无存。乾隆御书卢沟晓月碑位于卢沟桥进京一侧桥头。

### 居庸叠翠
居庸叠翠指的是居庸关以及附近的山区，居庸关又称军都关、蓟门关，是中国古代九大名关之一，位于八达岭山区的关沟内，居庸关一带的山区植被覆盖率高，重峦叠翠。乾隆御书居庸叠翠碑位于居庸关关城东南。

## 外景与补景
在燕京八景之外，还有未列入八景的外景和补景，外景又称作外二景，指南囿秋风和东郊时雨，补景是银锭观山和西便白羊。

### 南囿秋风
南囿秋风指的是丰台南苑一带。南苑俗称南海子自金代便是皇家围场，清代皇帝也经常在南苑围场打猎游乐。

### 东郊时雨
东郊时雨指的是朝阳门外的村庄农田，这一带历史上是一片开阔的平原，村庄错落期间，春雨袭来一幅田园景观。

### 银锭观山

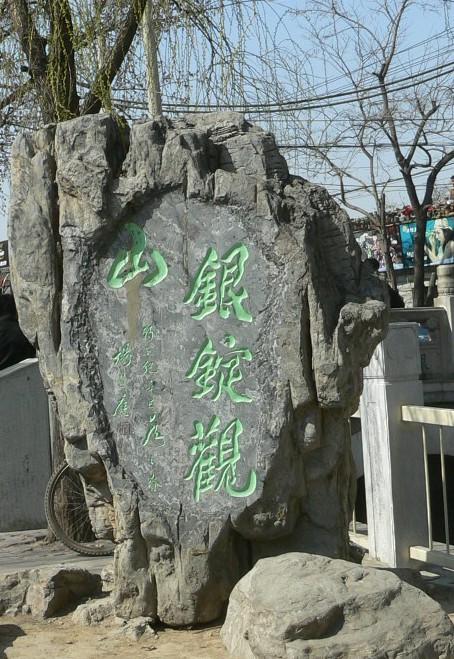
银锭观山

银锭观山指的是什刹海东南的银锭桥，因桥形似元宝而命名为银锭桥，从银锭桥上向西北方眺望是开阔的什刹海水面，西山的景色倒映水中，因此有银锭观山的说法。但1980年代以来北京西北方向建起大量高层建筑遮挡了银锭观山的视线。
银锭观山的银锭是指桥底下用铁焗子（建桥时很象银锭）把拱形条石焗在一起，站在桥上往西透过左右两岸的春风拂柳，隐约见到西山。因此叫银锭观山。右图为文革后不知何人所立。

### 西便群羊
西便群羊指的是西便门外的护城河堤，在西便门河段的河岸上有数十枚条形白石，长约1米，远望有如羊群。